# Буркхард I (Цолерн)
Буркхард I фон Цолерн (на немски: Burkhard I von Zollern (de Zolorin), Burchard von Zollern, * пр. 1025, † 1061) е граф на Цолерн и прародител на Хоенцолерните.
Хоенцолерните произлизат вероятно от Бурхардингите. 
Той е вероятно син на Фридрих († сл. 1027), граф в Зюлихгау. Майка му вероятно е Ирментруда, дъщеря на граф Буркхард фон Неленбург.
Буркхард I е баща или дядо на:
- Фридрих I († 1125), граф на Цолерн (1061 – 1125), женен за Удилхилд фон Урах-Детинген († 1134)